# لوئی ششم
لوئی ششم یا لوئی فربه (به فرانسوی: Louis VI le Gros) (زاده ۱ دسامبر ۱۰۸۱ - درگذشته ۱ اوت ۱۱۳۷)، فرزند فیلیپ یکم بود که از سال ۱۱۰۸ میلادی تا سال مرگش، پادشاه فرانسه بود.

## زندگی
لوئی از خاندان کاپتی و فرزند فیلیپ یکم از همسر نخستش برتای هلندی بود. دوران بیست‌و‌نه سال پادشاهی‌اش پیوسته در جنگ با بارون‌های تاراجگر (که پاریس را تاراج کرده بودند) و شاهان انگلستان که در اندیشه حفظ تسلط خود بر دوک‌نشین نورماندی بودند، گذشت. او یکی از نخستین پادشاهان نیرومند فرانسه پس از روی کار آمدن کارولنژی‌ها در این کشور بود. در آغاز جوانی با دوک‌نشین نورماندی و زمینداران ایل‌دوفرانس جنگید. رایزن او در کارهای دولتی سوژه دوسن‌دنی بود. لوئی در دژ بتیزی‌سن‌پیر درگذشت و مرگش به دلیل تندروی در پرخوری و فربهی بیش از اندازه بوده‌است. وی را در کلیسای سن‌دنی به خاک سپردند.